# Petropedetes euskircheni
Espèce
Petropedetes euskircheni est une espèce d'amphibiens de la famille des Petropedetidae.

## Répartition
Cette espèce est endémique du mont Koupé et du mont Nlonako au Cameroun. Elle pourrait être présente au Gabon et en Guinée équatoriale.

## Étymologie
Cette espèce est nommée en l'honneur d'Oliver Euskirchen.

## Publication originale
- Barej, Rödel, Gonwouo, Pauwels, Böhme & Schmitz, 2010 : Review of the genus Petropedetes Reichenow, 1874 in Central Africa with the description of three new species (Amphibia: Anura: Petropedetidae). Zootaxa, no 2340, p. 1-49.